# Distenia marcelae
Distenia marcelae là một loài bọ cánh cứng trong họ Cerambycidae.